# Ha Jung-woo
Kim Sung-hoon (en hangul, 김성훈; hanja:, 金聖勳, RR: Gim Seong-hun; Seúl, 11 de marzo de 1978), mejor conocido artísticamente como Ha Jung-woo (hangul: 하정우, hanja: 河正宇, RR: Ha Jeong-u), es un actor, director, guionista, productor y artista surcoreano.

## Biografía
Es hijo del veterano actor surcoreano Kim Yong-gun y de Ko Kyung-ock, su hermano menor es el actor Cha Hyun-woo (Kim Young-hoon).
Antes de ingresar a la universidad, estudió en un instituto de actuación privado y en un momento tuvo al actor Lee Beom-soo como su instructor. Estudió en la escuela de artes Escénicas y medios-teatro de la Universidad Chung-Ang (Chung-Ang university).
En 1998 inició su servicio militar obligatorio trabajando en el Departamento de Relaciones Públicas de las Fuerzas Armadas.
Es buen amigo de los actores surcoreanos Ju Ji-hoon, Lee Jung-jae, Jung Woo-sung y Hyun Bin.
En agosto de 2008 comenzó a salir con la modelo y actriz surcoreana Goo Jae-yee (Goo Eun-ae), sin embargo la relación finalizó en enero de 2012.

## Carrera
Es miembro de la agencia Walk House Company (워크하우스컴퍼니). Previamente formó parte de la agencia Artist Company de 2017 a 2018 y de Fantagio.
Como artista Jung-woo realiza pinturas en un híbrido de arte pop y estilos expresionistas. Ha realizado varias exhibiciones en varias exposiciones de arte individuales. Durante el decimoprimer episodio de la serie surcoreana Vagabond emitido el 25 de octubre de 2019, una obra de arte creada por él apareció en una escena que involucró una subasta de arte.
En septiembre de 2005 se unió al elenco recurrente de la serie Lovers in Prague donde interpretó a Ahn Dong-nam, el guardaespaldas de Yoon Jae-hee (Jeon Do-yeon).
El 23 de julio de 2014 apareció como parte del elenco principal de la película Kundo: Age of the Rampant donde dio vida a Dol Moo-chi (Dolchi), un ex carnicero que se une a una banda improvisada de forajidos para vengar la muerte de los miembros de su familia.
El 19 de marzo de 2017 se unió al elenco principal de la serie H.I.T., donde interpretó a Kim Jae-yoon, un fiscal individualista e inteligente de distrito novato en la Oficina del Fiscal que cree que la vida se trata de divertirse, hasta el final de la serie el 22 de mayo del mismo año.
El 20 de diciembre del mismo año apareció como parte del elenco principal de la película Along with the Gods: The Two Worlds, donde dio vida a Gang-rim, el jefe de las parcas. Papel que volvió a interpretar el 1 de agosto de 2018 en la película Along with the Gods: The Last 49 Days.
El 5 de febrero de 2020 apareció como parte del elenco principal de la película The Closet donde interpretó a Sang-won, un arquitecto que se aleja de su hija después de la muerte de su esposa que pronto se une a un exorcista (Kim Nam-gil) para salvarla y resolver el misterio de los 32 niños desaparecidos.
En 2022 se unirá al elenco principal de la serie The Accidental Narco (lit. Suriname).
Jung-woo está en platicas para unirse al elenco principal de las películas André Kim, donde de aceptar podría interpretar al diseñador de moda surcoreano André Kim y de la película Kidnapping.

## Filmografía

### Películas
| Año  | Título                                | Personaje                | Notas                                                                               | Ref.                 |
| ---- | ------------------------------------- | ------------------------ | ----------------------------------------------------------------------------------- | -------------------- |
| 2004 | Superstar Mr. Gam                     | Kim Yoo-weol             |                                                                                     |                      |
| 2005 | Madeleine                             | Joon-ho                  |                                                                                     |                      |
| 2005 | She's on Duty                         | Det. Jo Gi-hun           |                                                                                     |                      |
| 2005 | The Unforgiven                        | Yoo Tae-jeong            |                                                                                     |                      |
| 2006 | Time                                  | Ji-woo                   | junto a Sung Hyun-ah y Kim Sung-min                                                 |                      |
| 2007 | The Fox Family                        | Hijo                     |                                                                                     |                      |
| 2007 | Never Forever                         | Kim Ji-ha                |                                                                                     |                      |
| 2007 | Breath                                | Esposo de Hong Joo-yeon  | junto a Chang Chen, Park Ji-a y Kim Ki-duk                                          |                      |
| 2008 | Forever the Moment                    | Cita a Ciegas            |                                                                                     |                      |
| 2008 | The Chaser                            | Je Yeong-min             | junto a Kim Yoon-seok, Seo Young-hee, Park Hyo-joo y Kim Yoo-jung                   |                      |
| 2008 | Beastie Boys                          | Cho Byung-woon           | junto a Yoon Kye-sang, Yoon Jin-seo, Lee Seung-min y Ma Dong-seok                   | [ 20 ]               |
| 2008 | Our School's E.T.                     | Doctor                   |                                                                                     |                      |
| 2008 | My Dear Enemy                         | Cho Byung-woon           | junto a Jeon Do-yeon, Kim Hye-ok y Kim Hee-jung                                     |                      |
| 2009 | Like You Know It All                  | Mr. Jo                   |                                                                                     |                      |
| 2009 | Boat                                  | Hyung-gu                 |                                                                                     |                      |
| 2009 | Take Off                              | Cha Heon-tae / Bob       | junto a Kim Dong-wook, Kim Ji-seok, Sung Dong-il, Lee Eun-sung y Lee Hye-sook       |                      |
| 2010 | Parallel Life                         | Jang Soo-young           | junto a Ji Jin-hee, Oh Ji-eun, Park Geun-hyung, Park Byung-eun y Lee Jong-hyuk      |                      |
| 2010 | The Yellow Sea                        | Kim Gu-nam               | junto a Kim Yoon-seok, Jo Sung-ha, Lee Chul-min y Kwak Do-won                       |                      |
| 2011 | Come Rain, Come Shine                 | Voz                      |                                                                                     |                      |
| 2011 | The Client                            | Kang Sung-hee            | junto a Jang Hyuk, Park Hee-soon, Sung Dong-il y Kim Sung-ryung                     | [ 21 ]               |
| 2012 | Nameless Gangster: Rules of the Time  | Choi Hyung-bae           | junto a Choi Min-sik, Cho Jin-woong, Kwak Do-won y Ma Dong-seok                     |                      |
| 2012 | Love Fiction                          | Goo Joo-wol/Ma Dong-wook | junto a Gong Hyo-jin, Jo Hee-bong, Ji Jin-hee y Yoo In-na                           | [ 22 ]               |
| 2012 | 577 Project                           | Ha Jung-woo              |                                                                                     |                      |
| 2013 | The Berlin File                       | Pyo Jong-sung            | junto a Han Suk-kyu, Ryoo Seung-bum, Jun Ji-hyun, Lee Geung-young y Numan Açar      | [ 23 ]               |
| 2013 | Behind the Camera                     | Ha Jung-woo              |                                                                                     |                      |
| 2013 | The Terror Live                       | Yoon Young-hwa           | junto a Choi Deok-moon, Lee Geung-young, Jeon Hye-jin, Lee David y Kim So-jin       |                      |
| 2014 | Kundo: Age of the Rampant             | Dol Moo-chi              | junto a Gang Dong-won, Lee Geung-young, Ma Dong-seok y Lee David                    |                      |
| 2015 | Chronicle of a Blood Merchant         | Heo Sam-gwan             | junto a Ha Ji-won, Nam Da-reum, Jang Gwang, Joo Jin-mo, Sung Dong-il y Jung Man-sik | [ 24 ]               |
| 2015 | Assassination                         | "Hawaii Pistol"          | junto a Jun Ji-hyun, Lee Jung-jae, Choi Deok-moon, Oh Dal-su y Park Byung-eun       | [ 25 ]               |
| 2016 | The Handmaiden                        | Conde Fuijiwara          | junto a Kim Min-hee, Kim Tae-ri, Cho Jin-woong y Kim Hae-sook                       |                      |
| 2016 | Tunnel                                | Lee Jung-soo             | junto a Bae Doo-na, Oh Dal-su, Kim Hae-sook, Park Hyuk-kwon y Nam Ji-hyun           |                      |
| 2017 | Suh Suh Pyoung, Slowly and Peacefully | Narrador                 |                                                                                     |                      |
| 2017 | Along with the Gods: The Two Worlds   | Gang-rim                 | junto a Cha Tae-hyun, Ju Ji-hoon, Kim Hyang-gi, Kim Dong-wook y Im Won-hee          | [ 26 ]               |
| 2017 | 1987: When the Day Comes              | Fiscal Choi              | junto a Gang Dong-won, Kim Yoon-seok, Yoo Hae-jin, Park Hee-soon y Kim Tae-ri       |                      |
| 2018 | Along with the Gods: The Last 49 Days | Gang-rim                 | junto a Ju Ji-hoon, Kim Hyang-gi, Ma Dong-seok, Kim Dong-wook, D.O. y Lee Joon-hyuk | [ 27 ]               |
| 2018 | Take Point                            | Ahab                     | junto a Lee Sun-kyun, Jennifer Ehle, Kevin Durand, Malik Yoba y Spencer Daniels     | [ 28 ]               |
| 2019 | Miss & Mrs. Cops                      | Dueño del Motel          | junto a Ra Mi-ran y Lee Sung-kyung - Aparición especial                             | [ 29 ] [ 30 ]        |
| 2019 | Ashfall                               | Jo In-chang              | junto a Lee Byung-hun, Ma Dong-seok, Bae Suzy y Jeon Hye-jin                        | [ 31 ] [ 32 ] [ 33 ] |
| 2020 | The Closet                            | Sang-won                 | junto a Kim Nam-gil, Heo Yool, Shin Hyun-bin y Kim Shi-ah                           | [ 34 ]               |
| 2020 | Boston 1947                           | Son Ki-cheong            |                                                                                     | [ 35 ]               |
| 2021 | Night Trip                            | -                        |                                                                                     | [ 36 ]               |
| 2021 | Lunar Eclipse                         | -                        |                                                                                     | [ 37 ]               |
| 2024 | Hijack 1971                           | Tae-in                   | junto a Yeo Jin-goo, Sung Dong-il y Chae Soo-bin                                    | [ 38 ]               |
| 2025 | Nocturnal                             | Bae Min-tae              | junto a Kim Nam-gil, Yoo Da-in y Jung Man-sik                                       | [ 39 ] [ 40 ]        |

### Series de televisión

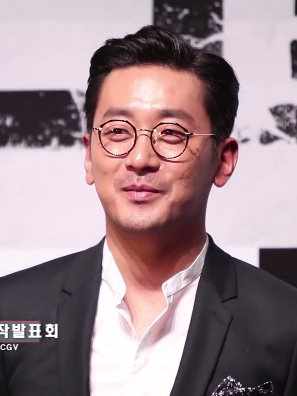
Ha Jung-woo durante las promociones de la película Tunnel en el 2016.

| Año  | Título                                     | Personaje    | Notas                     | Ref.                 |
| ---- | ------------------------------------------ | ------------ | ------------------------- | -------------------- |
| 2002 | Honest Living (똑바로 살아라)              | -            |                           |                      |
| 2003 | OCN Special: Ha Jeong U, Another Challenge | Ha Jung-woo  | 1 episodio                |                      |
| 2003 | Wedding Story - "My Husband is 19"         | -            |                           |                      |
| 2003 | Wedding Story - "Unstoppable Man"          | -            |                           |                      |
| 2003 | Age of Warriors                            | Lee Ji-gwang |                           |                      |
| 2005 | Best Theater - "Loveholic Project"         | -            |                           |                      |
| 2005 | Lovers in Prague                           | Ahn Dong-nam |                           |                      |
| 2007 | H.I.T                                      | Kim Jae-yoon | 20 episodios              |                      |
| 2016 | Entourage                                  | Él mismo     | Aparición especial, ep. 1 | [ 41 ]               |
| 2022 | The Accidental Narco                       | Kang In-gu   |                           | [ 42 ] [ 43 ] [ 44 ] |

### Director y guionista[45]
| Año  | Título                        | Notas      |
| ---- | ----------------------------- | ---------- |
| 2013 | Fasten Your Seatbelt          | (película) |
| 2015 | Chronicle of a Blood Merchant | (película) |

### Productor
| Año  | Título                    | Notas      |
| ---- | ------------------------- | ---------- |
| 2017 | Single Rider (싱글라이더) | (película) |
| 2018 | Take Point (PMC: 더 벙커) | (película) |

### Programas de variedades
| Año              | Programa                               | Notas                         |
| ---------------- | -------------------------------------- | ----------------------------- |
| 2012             | Mighty Heart                           | invitado                      |
| 2013             | Ha Jung Woo Brothers (하정우 부라더스) | miembro                       |
| 2013, 2014, 2015 | I Live Alone                           | (ep. #29, 53, 120) - invitado |
| 2016             | Section TV                             | invitado                      |
| 2019 - 2020      | The Walking School (걷기 학교)         | miembro                       |

### Teatro
| Año  | Título                | Personaje | Notas |
| ---- | --------------------- | --------- | ----- |
| 2000 | Be Strong, Geum-soon! | -         |       |
| 2001 | Carmen                | -         |       |
| 2001 | The Good Doctor       | -         |       |
| 2002 | The Glass Menagerie   | -         |       |
| 2002 | Waiting for Godot     | -         |       |
| 2003 | Othello               | -         |       |

### Aparición en videos musicales
| Año  | Intérpretes       | Canción           | Notas |
| ---- | ----------------- | ----------------- | ----- |
| 2007 | Big Mama (빅마마) | "Betrayal" (배반) |       |

### Revistas / sesiones fotográficas
| Año  | Título                         | Notas                                                           |
| ---- | ------------------------------ | --------------------------------------------------------------- |
| 2019 | High Cut Magazine              | junto a Lee Byung-hun                                           |
| 2018 | GQ Korea Magazine              | (publicación de diciembre)                                      |
| 2017 | Esquire Magazine               | (publicación de septiembre)                                     |
| 2017 | High Cut Magazine              | junto a Jung Woo-sung                                           |
| 2017 | ELLE Korea Magazine            | junto a Lee Sun-kyun - (publicación de enero)                   |
| 2016 | Arena Homme Plus Magazine      | (publicación de septiembre)                                     |
| 2016 | Vogue Magazine                 | (publicación de junio)                                          |
| 2016 | High Cut Magazine              | junto a Kim Min-hee y Kim Tae-ri                                |
| 2016 | W Magazine Korea               | junto a Jung Woo-sung y Lee Jung-jae                            |
| 2015 | Marie Claire Korea Magazine    | (publicación de octubre)                                        |
| 2015 | High Cut Magazine              | junto a Lee Jung-jae, Oh Dal-su, Cho Jin-woong y Choi Dong-hoon |
| 2015 | High Cut Magazine              | (vol. 142) - junto a Ha Ji-won                                  |
| 2015 | Cine21's Magazine              | (no. 987) - junto a Ha Ji-won                                   |
| 2015 | W Korea Magazine               | (publicación de enero)                                          |
| 2015 | Esquire Korea Magazine         | (publicación de enero)                                          |
| 2012 | Harper's Bazaar Korea Magazine | [ 61 ]                                                          |
| 2012 | Marie Claire Korea Magazine    | (publicación de marzo) - junto a Gong Hyo-jin                   |
| 2012 | Vogue Korea Magazine           | (publicación de febrero) - junto a Gong Hyo-jin                 |
| 2012 | GQ Korea Magazine              | [ 66 ]                                                          |
| 2011 | In Style Magazine              | [ 67 ]                                                          |
| 2008 | Movie Week Magazine            | (vol. 344) - junto a Jeon Do-yeon                               |
| -    | Cine21 Magazine                | (vol. 1013) - junto a Lee Jung-jae y Jun Ji-hyun                |

## Libros
En 2011 publicó una recopilación de ensayos titulada Ha Jung-woo, Good Feeling, donde además de sus reflexiones sobre la vida, también escribió sus pensamientos sobre artistas famosos como Pablo Picasso. En el libro también incluyó alrededor de 60 de sus propios dibujos.
| Año  | Título                                       | ISBN                   | Notas    |
| ---- | -------------------------------------------- | ---------------------- | -------- |
| 2018 | Walker, Ha Jung-woo (걷는사람, 하정우)       | -                      | (ensayo) |
| 2011 | Ha Jung-woo, Good Feeling (하정우, 느낌있다) | ISBN 978-89-546-1466-5 | (ensayo) |

## Discografía
| Año  | Intérpretes                           | Canción  | Álbum                 | Notas |
| ---- | ------------------------------------- | -------- | --------------------- | ----- |
| 2012 | Romantic Chimpanzee feat. Ha Jung-woo | "Alaska" | OST de "Love Fiction" |       |

## Embajador
| Año  | Marca      | Notas                                     |
| ---- | ---------- | ----------------------------------------- |
| 2013 | Audi Korea | Embajador honorario - junto a Choi Si-won |

## Premios y nominaciones
| Año  | Categoría                               | Premio                                        | Trabajo                              | Resultado |
| ---- | --------------------------------------- | --------------------------------------------- | ------------------------------------ | --------- |
| 2018 | Artist of the Year                      | Asia Artist Award                             | -                                    | Ganó      |
| 2018 | Best Artist                             | Asia Artist Award                             | -                                    | Ganó      |
| 2018 | Fabulous Award                          | Asia Artist Award                             | -                                    | Ganó      |
| 2018 | Best Film Actor                         | 23rd KCA Consumer Day Award                   | Along with the Gods: The Two Worlds  | Ganó      |
| 2018 | Best Leading Actor                      | 39th Blue Dragon Film Award                   | Along with the Gods: The Two Worlds  | Nominado  |
| 2018 | Best Actor (Film)                       | 2nd Seoul Award                               | Along with the Gods: The Two Worlds  | Ganó      |
| 2018 | Pioneer Award                           | Marie Claire Film Award                       | Along with the Gods: The Two Worlds  | Ganó      |
| 2018 | Cultural Award                          | Florence Korea Film Fest                      | -                                    | Ganó      |
| 2018 | Presidential Commendation               | Taxpayers' Day                                | -                                    | Ganó      |
| 2017 | Best Actor                              | Chunsa Film Art Award                         | The Tunnel                           | Ganó      |
| 2017 | Best Actor (Film)                       | Baeksang Arts Award                           | The Tunnel                           | Nominado  |
| 2016 | Best Actor                              | Grand Bell Award                              | The Tunnel                           | Nominado  |
| 2016 | Best Leading Actor                      | Blue Dragon Film Award                        | The Tunnel                           | Nominado  |
| 2016 | Best Actor                              | Grand Bell Award                              | Assassination                        | Nominado  |
| 2015 | Renaissance Award                       | Hawaii International Film Festival            | -                                    | Ganó      |
| 2015 | Best Actor                              | Chunsa Film Art Award                         | Kundo: Age of the Rampant            | Ganó      |
| 2014 | Grand Prix Award                        | Osaka Asian Film Festival                     | Fasten Your Seatbelt                 | Nominado  |
| 2014 | Most Promising Talent                   | Osaka Asian Film Festival                     | Fasten Your Seatbelt                 | Ganó      |
| 2014 | Best New Director (Film)                | Baeksang Arts Award                           | Fasten Your Seatbelt                 | Nominado  |
| 2014 | Best Actor (Film)                       | Baeksang Arts Award                           | The Terror Live                      | Nominado  |
| 2014 | Grand Prize (Daesang)                   | Golden Cinema Film Festival                   | The Terror Live                      | Ganó      |
| 2014 | Best Actor                              | Max Movie Award                               | The Terror Live                      | Nominado  |
| 2013 | Best Leading Actor                      | Blue Dragon Film Award                        | The Terror Live                      | Nominado  |
| 2013 | Best Actor                              | Buil Film Award                               | The Terror Live                      | Nominado  |
| 2013 | Best Actor                              | Busan Film Critics Award                      | The Terror Live                      | Ganó      |
| 2013 | Charismatic Award                       | A-Award (Arena Homme + and Audi Korea)        | -                                    | Ganó      |
| 2013 | Best Actor (Film)                       | 49th Baeksang Arts Award                      | The Berlin File                      | Ganó      |
| 2013 | Best Supporting Actor                   | Asian Film Award                              | Nameless Gangster: Rules of the Time | Nominado  |
| 2012 | Popular Star Award                      | Blue Dragon Film Award                        | Nameless Gangster: Rules of the Time | Ganó      |
| 2012 | Best Leading Actor                      | Blue Dragon Film Award                        | Nameless Gangster: Rules of the Time | Nominado  |
| 2012 | Best Actor                              | Pierson Movie Festival                        | Nameless Gangster: Rules of the Time | Ganó      |
| 2012 | Best Actor                              | Buil Film Award                               | Nameless Gangster: Rules of the Time | Nominado  |
| 2012 | Best Supporting Actor                   | Asia-Pacific Film Festival                    | Nameless Gangster: Rules of the Time | Nominado  |
| 2012 | Prime Minister Award                    | Korean Popular Culture & Arts Award           | -                                    | Ganó      |
| 2012 | Top 10 Style Icon                       | Style Icon Award                              | -                                    | Ganó      |
| 2012 | Producer's Choice Award                 | Puchon International Fantastic Film Festival  | -                                    | Ganó      |
| 2011 | Best Actor                              | 31st Korean Association of Film Critics Award | The Yellow Sea                       | Ganó      |
| 2011 | Best Actor                              | Buil Film Award                               | The Yellow Sea                       | Nominado  |
| 2011 | Best Actor (Film)                       | 47th Baeksang Arts Award                      | The Yellow Sea                       | Ganó      |
| 2011 | Best Actor                              | Asian Film Award                              | The Yellow Sea                       | Ganó      |
| 2010 | Best Actor (Film)                       | 46th Baeksang Arts Award                      | Take Off                             | Ganó      |
| 2010 | Best Actor                              | Max Movie Award                               | Take Off                             | Ganó      |
| 2009 | Popular Star Award                      | Blue Dragon Film Award                        | Take Off                             | Ganó      |
| 2009 | Best Leading Actor                      | Blue Dragon Film Award                        | Take Off                             | Nominado  |
| 2009 | Best Actor                              | 5th University Film Festival of Korea         | Take Off                             | Ganó      |
| 2009 | Best Actor                              | Grand Bell Award                              | Take Off                             | Nominado  |
| 2009 | Ensemble Acting Award (Cast)            | Chunsa Film Art Award                         | Take Off                             | Ganó      |
| 2009 | Hot Movie Star - Male                   | Mnet 20's Choice Award                        | Take Off                             | Ganó      |
| 2009 | Best Actor                              | Asian Film Award                              | The Chaser                           | Nominado  |
| 2009 | Best Actor (Film)                       | 45th Baeksang Arts Award                      | My Dear Enemy                        | Nominado  |
| 2009 | Best Actor                              | 18th Buil Film Award                          | My Dear Enemy                        | Ganó      |
| 2009 | Best Actor                              | 10th Busan Film Critics Award                 | My Dear Enemy                        | Ganó      |
| 2008 | Best Actor                              | 7th Korean Film Award                         | My Dear Enemy                        | Nominado  |
| 2008 | Best Actor                              | 11th Director's Cut Award                     | My Dear Enemy y The Chaser           | Ganó      |
| 2008 | Best Actor                              | Cine 21 Award                                 | The Chaser                           | Ganó      |
| 2008 | Best Leading Actor                      | Blue Dragon Film Award                        | The Chaser                           | Nominado  |
| 2008 | Best Actor                              | 31st Golden Cinematography Award              | The Chaser                           | Ganó      |
| 2008 | Best Actor                              | Grand Bell Award                              | The Chaser                           | Nominado  |
| 2008 | Photogenic Award                        | Korea Visual Arts Festival                    | The Chaser                           | Ganó      |
| 2008 | Best Actor (Film)                       | Baeksang Arts Award                           | The Chaser                           | Nominado  |
| 2008 | Best Actor                              | Premiere Rising Star Award                    | The Chaser                           | Ganó      |
| 2008 | Best Actor                              | Chunsa Film Art Award                         | The Chaser                           | Ganó      |
| 2008 | Best Actor                              | Buil Film Award                               | The Chaser y Beastie Boys            | Nominado  |
| 2008 | Man of the Year (Intelligence Category) | A-Awards (Arena Homme + and Audi Korea)       | -                                    | Ganó      |
| 2007 | Best Actor                              | 27th Oporto International Film Festival       | Time                                 | Ganó      |
| 2006 | New Currents - Best Actor               | 2nd Pyeongtaek Film Festival                  | Time y The Unforgiven                | Ganó      |
| 2006 | Best New Actor                          | Korean Film Award                             | The Unforgiven                       | Nominado  |
| 2006 | Best New Actor                          | Blue Dragon Film Award                        | The Unforgiven                       | Nominado  |
| 2006 | Best New Actor (Film)                   | Baeksang Arts Award                           | The Unforgiven                       | Nominado  |
| 2005 | Best New Actor                          | Cine 21 Award                                 | The Unforgiven                       | Ganó      |
| 2005 | Best New Actor                          | Director's Cut Award                          | The Unforgiven                       | Ganó      |
| 2005 | Best New Actor                          | Korean Association of Film Critics Award      | The Unforgiven                       | Ganó      |